# Eberhard Sauer (Chemiker)
Eberhard Sauer (* 7. Mai 1886 in Leipzig; † 27. Juni 1967 in Stuttgart) war ein deutscher Chemiker und Hochschullehrer.

## Leben und Werk
Er war der Sohn des aus Weißenfels stammenden Mineralogen und Geologen Adolf Sauer. Nach dem Schulbesuch studierte Eberhard Sauer – unterbrochen vom Militärdienst, als er in Memmingen wohnte – Chemie in Freiburg im Breisgau und Stuttgart und wurde 1917 zum Dr.-Ing. promoviert. In seiner Habilitationsschrift wies er 1922 in Stuttgart nach, dass nicht Leime von höchster Viskosität das Maximum der Klebekraft aufweisen, sondern ein geringer Abbaugrad die besten Klebeeffekte ergeben würde. Nach seiner Habilitation war er ab 1922 als Privatdozent an der Technischen Hochschule Stuttgart tätig. Dort wurde er 1928 außerordentlicher Professor für Technische Chemie und Kolloidchemie. 1950 erfolgte seine Emeritierung.
Forschungsschwerpunkt Sauers war die Physikalische Chemie, insbesondere Kolloidchemie.

## Schriften (Auswahl)
- Zur elektrolytischen Bildung von Bichromat aus Chromat. In: Zeitschrift für Elektrochemie 18 (1912), S. 844–847.
- Habilitationsschrift. Stuttgart 1922.
- Leim und Gelatine. Sonderabdruck aus der kolloidchemischen Technologie. Springer-Verlag, Berlin 1927.
- Kolloidchemisches Praktikum. Springer-Verlag, Berlin 1935.
- Kolloidchemisches Praktikum., 2., verb. u. verm. Aufl., Wiesbaden 1953.
- (mit Ernst Kinkel und Kurt Hagenmüller): Chemie und Fabrikation der tierischen Leime und der Gelatine. Berlin, Heidelberg 1958.